# MTV Rocks
MTV Rocks war ein britischer Musiksender, der am 1. März 2010 aus MTV Two hervorgegangen war. Der Sender wurde in Großbritannien über das Angebot von BSkyB verbreitet und war auch in weiteren europäischen Pay-TV-Paketen – auch in Deutschland – per Kabel zu empfangen.
Anders als beim MTV-Hauptprogramm, das vorwiegend Realityshows sendet, stand bei MTV Rocks noch die Musik im Mittelpunkt. Gespielt wurden hier Clips aus den Musikrichtungen Rock, Indie und Alternative. Neben Musikvideo-Strecken sendete MTV Rocks auch Live-Mitschnitte. Außerdem wurde die beliebte Sendung Gonzo vom Vorgänger MTV Two übernommen.
Neben der Finanzierung über Pay-TV-Gebühren sendete MTV Rocks wie seine Schwestersender auch Werbung. Nachts wurde zwischen 3 und 6 Uhr morgens britischer Zeit Teleshopping gesendet. Zum 20. Juli 2020 wurde der Sender eingestellt.

## MTV Rocks Europe
Seit Ende Mai 2014 wurde in vielen europäischen Ländern eine europäische Version von MTV Rocks verbreitet, in Deutschland per Satellit. Dabei unterschied sich der Sender von seinem britischen Schwestersender vor allem durch den Wegfall des Teleshopping und der Werbung, allerdings auch durch den Wegfall jeglicher moderierter Clipstrecken.
MTV Rocks Europe war in Deutschland und Österreich, allerdings nicht in der Schweiz empfangbar.
Am 5. April 2017 änderte MTV das Logo farblich für MTV Rocks Europe und für den Sender in U.K.
MTV Rocks Europe verließ den Satelliten ASTRA 19,2° am 30. September 2019 und war ab dann nicht mehr über das MTV Unlimited-Paket von Technisat in Deutschland empfangbar. Der betroffene Sender MTV Rocks Europe war vom Astra-Satellitensystem auf den Satelliten Thor 0,8° West gewechselt, der zum norwegischen Satellitenbetreiber Telenor gehört. In diesem Zusammenhang teilte der Anbieter Technisat mit, sein bisheriges Paket „MTV Unlimited“, worin auch MTV Rocks Europe enthalten ist, ebenfalls zum 30. September 2019 einzustellen.
Alternativ war MTV Rocks Europe in Deutschland weiterhin über Diveo zu empfangen. Am 30. November 2019 stellte Diveo jedoch ebenfalls seinen Betrieb ein, sodass der Sender MTV Rocks dort nicht mehr zu empfangen ist. Am 5. Oktober 2020 stellte die europäische Version zugunsten des Nachfolgers MTV 90s den Sendebetrieb ein.

## Logo

Logo bis Juni 2011
Logo bis September 2013
Logo bis April 2017